# Същински дървеници
Същинските дървеници (Heteroptera) са подразред насекоми от разред Полутвърдокрили (Hemiptera).
Таксонът е описан за пръв път от френския ентомолог Пиер-Андре Латрей (20.11.1762 Брив ла Гаярд - 06.02.1833 Париж, Франция), на фр.  Pierre-André Latreille, през 1810 година.

## Инфраразреди
- Cimicomorpha
- Dipsocoromorpha
- Enicocephalomorpha
- Gerromorpha
- Leptopodomorpha
- Nepomorpha
- Peloridiomorpha
- Pentatomomorpha